# Asclepias hirtella
Asclepias hirtella är en oleanderväxtart som först beskrevs av Francis Whittier Pennell, och fick sitt nu gällande namn av R. E. Woodson. Asclepias hirtella ingår i släktet sidenörter, och familjen oleanderväxter. Inga underarter finns listade i Catalogue of Life.